# Ангиопластика
Ангиопластика или перкутана транслуминална ангиопластика од (грч. αγγειος — „суд“  и πλαστος — „формирати“  или  „обликовати“) је инвазивна кардиолошка и радиолошка техника механичког ширења сужених или зачепљених крвних судова срца (најчешће изазваних атеросклеротичним плаковима) применом балон катетеризације.  Кроз отвор на крвном суду руке или препона у артеријски или венски систем уводи се специјални жичани катетер са празним гуменим балоном на врху (познат као балон катетер), или без њега, који се пласира у предео сужења на крвном суду, а затим напумпава до одређене величине водом под притиском 75 до 500 пута већим од нормалног крвног притиска (6 до 20 атмосфера). Балон сабија и мрви масне наслаге на зиду крвног суда, отвара (шири) лумен крвног суда и побољшава или реканалише проток крви кроз сужен крвни суд. Након завршене дилатације крвног суда балон се испумпава и извлачи из циркулационог система пацијента.

## Историја
Појава интервентних техника за ремоделовање крвних судова везује се за име америчког радиолога др
Чарлса Дотера. Он је са Мелвином Јудкинсом 1964. описао и по први пут употребио темин "ангиопластика" за минимално инвазивну интервентну процедуру у решавању стенотичних или оклузивних лезија на периферним крвним судовима.
Др Дотер се сматра пиониром модерне интервентне радиологије захваљујући проналаску технике уметања стента уз помоћ катетера коју је назвао ангиопластика. Ову методу први пут је применио 16. јануара 1964, у лечењу оболелих периферних артерија, када је перкутаном катетеризацијом проширио, сужену (стенозирану) површну бутну артерију, код жене старе 82 година са боловима у ногама исхемијом и гангреном која је одбила ампутацију ноге. Након успешног дилатација стенозе жичаним водичем и коаксијални тефлон катетером, Чарлс Дотер је болесници успоставио циркулацију у нози. Проширена артерија остала је отворен све до њене смрти (од запаљења плућа) две и по године касније.
Нажалост Чарлс Дотер, је тек много година касније признат као „отац интервентне радиологије“ и номинован за Нобелову награду за физиологију или медицину 1978). Он је попут Вернера Форсмана, доживео да остане неприхваћен од стручне јавности у САД, а његово откриће ангиопластике остало је ван употребе, све до појаве првих успешних коронарних интервенција, које је описао немачких кардиолог др Андреас Гринциг (Andreas Grüntzig).
Након што је 1974. Андреас Гринциг извео прву ангиопластику на перифеним крвним судовима, у локалној анестазији код човека, он је након интервенције на анималном моделу, приказао и прву успешну дилатацију стенозираног срчаног крвног суда. Заједно са Милером и Ханаом, 1977. у Сан Франциску а потом у Цириху, током елективног аортокоронарног премошћавања, Андреас Гринциг је урадио прву коронарну ангиопластику, а затим 16. септембра 1977, по први пут у историји медицине и самосталну перкутану коронарну интервенцију. До 1980. урађено је првих 1.000 перкутаних коронарних ангиопластика.
Нова важна открића у интервентној кардиологији настају 1986. када у Тулузу - Француска, (фр. Jacques Puel), а затим 1987. и Улрих Сигвар (Ulrich Sigwar) са сарадници имплантирају први интракоронарни стент, којим је омогућена још шира употреба перкутаних коронарних интервенција широм света.

## Индикације
| Апсолутне индикације | Релативне индикације |
| --- | --- |
| - Чести или тешки болови у грудима (ангина пекторис), који не реагује на лек. - Доказ о јако смањеном протоку крви (исхемија) на подручје срчаног мишића узрокован једном суженеом коронарном (срчаном) артеријом. - Прогноза да ће лечење артерије бити успешно применом ангиопластике са стентом или без њега. - Пацијент се налази у довољно добром здравственом стању за провођење процедуре. | - Нема доказа о смањеном проток крви у срчани мишић. - Само мала подручја срца су у опасности, а немате онемогућавање бол у грудима (ангина). - Опасности од компликација или смрти током ангиопластика због других здравствених проблема. - Анатомске промене на артеријама чини ангиопластику или уградњу стента превише ризично или ће ометати успешност поступка. - У болници не постоји довољан број специјалиста како би се осигурала компетентност интервенције у случају компликација. - Болница нема приступ хитним кардиохируршким објекатима. |

## Начин извођења и вресте

### Врсте

#### Периферна ангиопластика
Периферна ангиопластика је интервентна радиолошка процедура којом се уз помоћ балон катетера врши реканализација сужења или зачепљења крвних судова, ван коронарних срчаних артерија. Најчешће се примењује у лечењу атеросклеротичних промена праћених израженим сужењем трбушних, ножних и бубрежних артерија. Периферна ангиопластика се може применити и за лечење сужења у венама, и често се комбинује са са уградњом периферног стента и атеректомијом.
Раном применом ове методе могу се успешно спречити многе тешке болест изазване сужењем периферних крвних судова, а пре свега ампутације удова. Такође ова врста ангиопластике је метода избора за болеснике којима прети опасност од гангрене (ампутације) удова а поседују контраиндикације за хируршко лечење. У студији Чарлса Дотера и сарадника, наводи се;
... Ангиопластика је метода избора за реканализацију сужења крвних судова у бутним и поплитеаалним крвним судовима и да њеном применом може да се отколне препреке и до око 10 сантиметара дужине, од стране добро обучених радиолога у примени васкуларног катетера. Нема сумње да ће интересовање и генијалност све већег броја интервентних радиолога довести до побољшања ове технике, и дати додатно појашњење улоге ове методе (нападнуте од појединих аутора) у лечењу артериосклеротичних препрека...

#### Коронарна (срчана) ангиопластика
Коронарна (срчана) ангиопластика или перкутана коронарна интервенција је терапијски поступак који се примењује у лечењу стенозе (сужења) коронарних (срчаних) артерија у коронарној артеријској болести. Сужења (стенозе) у овим деловима срчаних артерија настају због гомилања холестеролом препуњених плакова који се формирају у атеросклерози . Коронарну (срчану) ангиопластику најчешће врше интервентни кардиолози.
Примена коронарне (срчане) ангиопластика код болесника са стабилном коронарном болешћу смањује бол у грудима, али не умањује и ризик од смрти, инфаркта миокарда, или других великих кардиоваскуларних догађаја и зато се увек мора надопунити осталим медицинским интервенцијама.

#### Ангиопластика бубрежних артеријска
Атеросклеротичне опструкције (зачепљења-сужења) бубрежних артерија могу се лечити применом ангиопластике бубрежних артерија (перкутана транслуминална бубрежна ангиопластике). Сужење бубрежних артерија може довести до појаве малигне хипертензије и губитка бубрежних функција због исхемијом изазваних промена у бубрежном ткиву.

#### Каротидна ангиопластика
Каротидне артерије се налазе на левој и десној страни врата и главни су артеријски крвни судови који снабдевају мозак крвљу. Стеноза (сужење) каротидних артерија може изазвати тешке поремећје циркулације крви у лобањској дупљи све до можданог удара. Како би се спречио или лечио мождани удар код високо ризичних пацијената, у многим болницама света примењује се каротидна ангиопластика или метода привременог уметања и надувавања малог балона, у пределу зачепљења каротидних артерија, како би се оне прошириле и створили услови за нормалан проток крви.

#### Церебрална (мождана) балон ангиопластика
Вазоспазам је једна од најчешћих компликација субаранхоидалне хеморагије (крварења) и јавља се код 30-40% болесника, обично између 4 и 12 дана, а представља реакцију крвних судова на крвне продукте доспеле у субаранхоидални простор. Спазам крвних судова може да доведе до трајних исхемијских оштећења ткива мозга.
Године 1983, руски неурохирург Зупков са сарадницима први је применио ендоваскуларну методу: церебралну балон ангиопластику која је омогућила ширење већих крвних судова након вазоспазма изазваног руптуром артеријске анеуризме у лобањској дупљи.

### Допунске методе у ангиопластици
Поред основног облика балон катетеризације постоје и други типови ангиопластик који се понекад користи у комбинацији са балоном:
Метални стентови
Главна ограничења балон ангиопластике је акутно затварање или рестеноза крвног суда након његове дилатације (проширења) балоном. Разне студије са интраваскуларним стентовима су показале да су они веома ефикасни за лечење или спречавање акутних или претећих затварања (зачепљења) крвних судова чиме се избегава потреба за извођење хитних бајпас операција. Године 1994, две спроведене студије, показале су да је примена коронарног стента смањила број лезија крвних судова и појаву накнадних ангиографских рестеноза за око 30% у односу на конвенционалну балон ангиопластику. Стент обезбеђује већи унутрашњи промер (пречник-лумен) крвног суда, од оног који ствара конвенционална балон ангиопластика, и то одмах након интервенције („тренутни добитак“) и праћен је мањом учесталошћу рестеноза.,
Леком обложени стент
Код ове методе ради се о уградњи у сужени крвни суд најновијих леком обложених стентова (енгл. drug-eluting stent, који су скупи и нису у масовној употреби). Они су израђени од метала и обложени цитостатицима, као што су сиролимус (енгл. sirolimus-eluting stent) или паклитаксел (енгл. paclitaxel-eluting stent).
Након пласирања у сужени крвни суд, ова врста стента постепено ослобађа активну компонентне лека која спречава пролиферацију глатких мишића, смањујући ризик и потребу за понављањем поступака (у око 5% случајева према неким студијама) и користе се код пацијената који имају висок ризик за развој рестенозирања артерије након почетног поступка. Студије које су у току треба да идентификују и валидним резултатима докажу оправданост њихове примене.,
Аспирациона ендартектомија
Је метода која се састоји у примени минијатурних ротирајућих сечива који секу масне депозите и одстрањују их из тела.
Ротациона атеректомија
Изводи се специјалним дијамантским бургијама на врху катетера које претворају у прах тешке блокаде (зачепљења) крвног суда.
Интракоронарна ласерска ангиопластика
Ласерски ангиопластика користи катетер са малим ласером на свом врху, уместо балона. Када се уметне унутар срчаних артерија, ласер емитује пулсирајући светлости сноп који уништава подручја масних наслага (масних плакопва) које садржа кристале холестерола који сужавају сужене артерије. Досадашње студије показују да је ова експериментална технике смањила рестенозу артерија за око 70%.

## Добра страна, ризик и компликације
Добра страна ангиопластике
Добра страна ангиопластике је што не захтева оперативно отварање грудог коша или неког другог дела тела и има мањи ризик и компликације од хируршких захвата. Може се применити код витално угрожених пацијената, деце али и код особа код којих је контреиндикована општа анестезија. Досадашњи докази сугеришу да су дугорочне последице и успешност ангиопластике и хируршке и ангиопластике слични, а према статистици мање од 1% људи умире од компликација после ове процедуре, што даје предност ангиопластици као мање инвазивној методи.
Ризик
Ризик који носи ангиопластика је већи код пацијената старијих од 75 година, пацијенти који пате од дијабетеса или бубрега, или који имају већи број болести срца или су склоност стварању угрушака у артеријама срца. Такође, пацијенти са слабим висина функције у својим срцима и жена сматра да имају повећан ризик за компликације. Примена ангиопластике код пушача значајно поправља квалитет њиховог живота али су компликације могуће ако он настави са пушењем. Ризик од смрти је значајно већи када се ангиопластика изводи на више крвних судова истовремено.
Потреба за додатним поступцима у току ангиопластике може повећати ризик поновног зачепљења (реоклузије реканалисане артерије), што захтева хитну хируршку бајпас операцију (премоштавање, у 2-4% пацијената). Осим тога, у реканалисаној артерији, може доћи до поновног сужења (рестеноза) што захтева хитно поновљање ангиопластике.
Компликације
Компликације, као што су инфаркт миокарда, мождани удар или проблеми са бубрезима, спадају међу најређе. Стопа смртности међу пацијентима након ангиопластике је веома мала, око 0,1% (у поређењу са 1% до 2% код рутинских бајпас операција). Све у свему, ризици су релативно ниска и прихватљива у већини случајева када се сагледа потенцијалне корист од могућег или очекиваног ризика.
У најчешће компликације ангиопластике спадају:
- Крварење (хематом) на месту убода (увођења катетера).
- Оштећење крвног суда на месту убода.
- Изненадно зачепљење коронарне (срчане) артерије.
- Реоклузија или рестеноза (поновно зачепљење или сужење) унутрашњости крвног суда. Огледа се у постепеном, поновном сужењу крвних судова у наредних неколико недеља до неколико месеци након поступка.
- Срчани удар након примарне ангиопластике може се јавити због рекурентне исхемије и реинфраркта, мада је њихова учесталост мања (3—15%) у поређењу са тромболитичком терапијом (28-38%) Он се јавља због реоклузије артерије одговорне за инфаркт или реоклузије неке друге артерије. Поновљена коронарна ангиографија може да буде неопходна у датим околностима као прекурзор за примену неке друге реваскуларизационе процедуре (нпр бајпас графт итд).[23]
- Дислокација угрушка може изазвати мождани удар у неким околностима (у мање од 1% пацијената који пролазе кроз ангиопластику)
- Алергијска реакција на дат контраст током ангиопластике.
- Проблеми са бубрезима, посебно код особа са основним обољењем бубрега код нпр. дијабетеса - изазвани су јодом у контрастном средству које се користи у флуороскопији и лекова који се дају пре и после поступка у покушају да се смањи овај ризик.
- Згрушавања крви (тромбоза стента), може да се формира у уграђеном стенту након неколико сати или месеци након ангиопластике и изазвати инфаркт миокарда.[24]
- Поремећај срчаног ритма.[25]
- Смртни исход.[23]